# Palaiokastrítsa
Palaiokastrítsa (Palaiokastritsa) är en ort i Grekland.   Den ligger i prefekturen Nomós Kerkýras och regionen Joniska öarna, i den västra delen av landet, 400 km nordväst om huvudstaden Aten. Palaiokastrítsa ligger 8 meter över havet och antalet invånare är 240. Den ligger på ön Korfu.
Terrängen runt Palaiokastrítsa är huvudsakligen kuperad, men österut är den platt. Havet är nära Palaiokastrítsa åt sydväst. Runt Palaiokastrítsa är det ganska tätbefolkat, med 214 invånare per kvadratkilometer. Närmaste större samhälle är Korfu, 19,4 km öster om Palaiokastrítsa. I omgivningarna runt Palaiokastrítsa växer i huvudsak blandskog.